# Campionatul European de Baschet Feminin din 2017 Grupa D
Grupa D a Campionatului European de Baschet Feminin din 2017 s-a desfășurat între 16 și 19 iunie 2017. Toate meciurile acestei grupe s-au jucat la Praga, Cehia.

## Clasament
| Loc | Echipa     | MJ | V | Î | PM  | PP  | PD  | Pct | Calificare                                                 |
| --- | ---------- | -- | - | - | --- | --- | --- | --- | ---------------------------------------------------------- |
| 1   | Belgia     | 3  | 3 | 0 | 204 | 197 | +7  | 6   | Avansează în faza sferturilor de finală                    |
| 2   | Rusia      | 3  | 2 | 1 | 224 | 189 | +35 | 5   | Avansează în faza calificările pentru sferturile de finală |
| 3   | Letonia    | 3  | 1 | 2 | 193 | 188 | +5  | 4   | Avansează în faza calificările pentru sferturile de finală |
| 4   | Muntenegru | 3  | 0 | 3 | 173 | 220 | −47 | 3   |                                                            |

Orele de desfășurare reprezintă ora locală (UTC+2).

## 16 iunie

### Letonia vs Rusia
| 16 iunie 2017 15:00 |

| Boxscore |

| Letonia                                           | 59–71 | Rusia                                                 |
| Scorul pe sferturi: 17-12, 7-22, 19-19, 16-18     |       |                                                       |
| Pt: Babkina 20 Rec: Šteinberga 12 Pase: Babkina 5 |       | Pt: Prince 19 Rec: Vadeeva 12 Pase: Prince, Vadeeva 4 |

### Belgia vs Muntenegru
| 16 iunie 2017 12:30 |

| Boxscore |

| Belgia                                             | 66–64 | Muntenegru                                                   |
| Scorul pe sferturi: 25-13, 15-18, 12-15, 14-18     |       |                                                              |
| Pt: K. Mestdagh 19 Rec: Meesseman 7 Pase: Vanloo 5 |       | Pt: Robinson 19 Rec: Robinson 17 Pase: Jovanović, Škerović 4 |

## 17 iunie

### Muntenegru vs Letonia
| 17 iunie 2017 12:30 |

| Boxscore |

| Muntenegru                                         | 55–76 | Letonia                                           |
| Scorul pe sferturi: 23–15, 14–23, 12–14, 6–24      |       |                                                   |
| Pt: Robinson 14 Rec: Robinson 16 Pase: Škerović 10 |       | Pt: Babkina 27 Rec: Šteinberga 10 Pase: Babkina 7 |

### Rusia vs Belgia
| 17 iunie 2017 15:00 |

| Boxscore |

| Rusia                                                        | 75–76 (OT) | Belgia                                              |
| Scorul pe sferturi: 15–29, 17–17, 17–15, 19–7, Overtime: 7–8 |            |                                                     |
| Pt: Prince 17 Rec: Vadeeva 14 Pase: Prince 5                 |            | Pt: Meesseman 23 Rec: Wauters 9 Pase: K. Mestdagh 5 |

## 19 iunie

### Letonia vs Belgia
| 19 iunie 2017 12:30 |

| Boxscore |

| Letonia                                                    | 58–62 | Belgia                                                    |
| Scorul pe sferturi: 10–16, 23–19, 18–9, 7–18               |       |                                                           |
| Pt: Šteinberga 14 Rec: Šteinberga 20 Pase: Baško, Vītola 3 |       | Pt: Wauters 17 Rec: Meesseman 9 Pase: Carpréaux, Vanloo 4 |

### Muntenegru vs Rusia
| 19 iunie 2017 18:00 |

| Boxscore |

| Muntenegru                                       | 54–78 | Rusia                                           |
| Scorul pe sferturi: 18–21, 16–17, 15–19, 5–21    |       |                                                 |
| Pt: Robinson 17 Rec: Robinson 8 Pase: Škerović 5 |       | Pt: Prince 13 Rec: Tikhonenko 12 Pase: Prince 6 |